# Blackgate
Das Blackgate Penitentiary, oder kurz Blackgate, ist eine fiktive Strafanstalt, die in Veröffentlichungen des Verlages DC Comics sowie in anderen Medienprodukten (Filmen, Fernsehserien, Computerspielen etc.), die auf diesen Comics basieren, Verwendung findet. Der Ort ist zugleich eine eingetragene Medienmarke unter der verschiedene Comicpublikationen, wie die One-Shots Blackgate (1997) und Blackgate – Isle of Men (1998), aber auch andere Produkte, wie das Konsolenspiel Batman: Arkham Origins  – Blackgate (2013), veröffentlicht worden sind.
Blackgate ist die Strafvollzugsanstalt der im DC-Universum lokalisierten fiktiven Stadt Gotham City, in dem die meisten Abenteuer der Superheldenfigur Batman sowie viele Abenteuer diverser anderer fiktiver Figuren im Besitz des DC-Verlages spielen. In zahlreichen Comicgeschichten des DC-Verlages und in einer Reihe anderer Medien tritt Blackgate als jener Ort in Erscheinung, in dem die Krimineller von Gotham City nach ihrer Ergreifung verwahrt werden. Insbesondere werden viele Widersacher von Batman hier nach ihren Niederlagen gegen den Verbrechensbekämpfer eingesperrt. Das Gefängnis ist somit als jene Einrichtung, in der jene Kriminellen von Gotham City sistiert werden, die zurechnungsfähig sind, mithin das Pendant zum Arkham Asylum als dem Ort an dem die Behörden von Gotham City die geisteskranken Delinquenten der Stadt nach ihrer Ergreifung verwahren.

## Schauplatz
Das Blackgate-Gefängnis wurde erstmals in der Geschichte „The Hungry Grass“ in dem Comicheft Detective Comics #629 vom Mai 1991 als das Gefängnis der fiktiven Stadt Gotham City vorgestellt. Autor dieser Geschichte (und somit Erfinder des Konzeptes Blackgate) war der Brite Peter Milligan, während die visuelle Ausgestaltung des Heftes von dem Zeichner Jim Aparo übernommen wurde, der somit das erste Design der Anstalt schuf. In den nachfolgenden Jahren wurde Aparos Design der fiktiven Einrichtung von Zeichnern wie Tim Sale, Graham Nolan, Joe Staton und Scott McDaniel weiter präzisiert, um Details bereichert und in Teilen modifiziert, indem sie in späteren Geschichten weitere Teile der Anstalt zeigten (und dementsprechend vorher optisch entwarfen) und das Gesamterscheinungsbild des fiktiven Ortes z. T. abwandelten.
In früheren Batman-Geschichten waren seit den 1940er Jahren gelegentlich kurz diverse Gefängnisse der Stadt gezeigt worden, die jedoch stets keinen Namen trugen oder in generischer Weise als „Gotham Penitentiary“ oder ähnliches bezeichnet wurden und die als fiktive Orte keine genauere Konturierung erhielten, sondern nur als plot device verwendet wurden. So wurden nicht näher charakterisierte (austauschbare) Klischee-Strafanstalten kurzerhand von Autoren in Batman-Geschichten eingefügt, wenn sie gerade ein Gefängnis für die Geschichte, die sie erzählen wollten, brauchten, etwa als Ort, aus dem ein Batman-Widersacher zu Beginn einer Geschichte ausbrechen sollte, um die Geschichte in Gang zu bringen, oder als Ort, in dem ein ergriffener Schurke am Ende einer Geschichte eingesperrt wurde.
Mit Blackgate wurde der fiktiven Stadt Gotham City erstmals eine Strafanstalt gegeben, die einen eigenen Namen trug und die über ein festgelegtes, in späteren Geschichten weitgehend konsistent beibehaltenes, Erscheinungsbild verfügte, und die sich an einem bestimmten, festgelegten, Ort in der Geographie der Stadt Gotham befand.
Als Standort des Gefängnisses wurde das gleichnamige Blackgate Island, eine kleine felsige Insel, die in den Gewässern im Südosten des Stadtzentrums von Gotham City in der Bucht der Stadt zur Atlantikküste (Gotham Bay) liegt, festgelegt. Vom Festland – bzw. der an die Hauptinsel der Stadt New York City, Manhattan, angelehnten Hauptinsel von Gotham City – liegt die Insel in den meisten Versionen etwa eine Meile entfernt.
In einzelnen Batman-Geschichten wird auch ein Großteil der Insassen des Arkham Asylum vorübergehend in Flügeln von Blackgate interniert, wenn das Asylum aufgrund von Beschädigungen nicht benutzbar ist, um nach der Instandsetzung der Einrichtung nach Arkham zurückgeschickt zu werden. So werden die meisten Arkham-Insassen nach der Zerstörung von Arkham zu Beginn der Knightfall-Saga von 1993, nach ihrer Wiederergreifung im Laufe der sich über knapp zwei Jahre hinziehenden Storyline in Blackgate interniert, bis in dem Heft Shadow of the Bat #38 von 1995 ein neues Arkham Asylum eröffnet wird (so befinden sich namentlich die Arkham-Insassen Amygdala, Cornelius Stirk, Firefly, Mad Hatter, Poison Ivy, Riddler, Salter the Suicide Freak, Scarecrow, Two-Face und Mr. Zsasz während dieser Zeit in Blackgate). Während der ein Jahr dauernden No Man's Land-Storyline von 1999, während der Gotham City vom Rest der Vereinigten Staaten abgetrennt und zu einem Niemandsland erklärt wird, in dem hernach Anarchie herrscht, übergibt Batman die Kontrolle über Blackgate an den paranoiden ehemaligen Gefängniswärter Lyle Bolton: Im Laufe der sich über mehrere Dutzend Hefte ziehenden Storyline erobert Batman einen Stadtbezirk von Gotham nach dem anderen von seinen Widersachern, die die Stadt wie Warlords unter sich aufgeteilt haben und mit Hilfe von wilden Banden „regieren“, zurück, wobei er jeden von ihm gefangenen Widersacher an Bolton zur Verwahrung in Blackgate übergibt, bis am Ende der einjährigen Storyline die Behörden wieder die Kontrolle über die Anstalt und damit die Gefangenen übernehmen. Während dieser Zeit werden erneut zahlreiche sonst in Arkham gefangen gehaltene Batman-Schurken in Blackgate verwahrt (so Black Mask, der Mad Hatter, Scarecrow, der Ventriloquist und Mr. Zsasz).
1997 wurde mit dem von Chuck Dixon verfassten und von Joe Station zeichnerisch umgesetzten Sonderheft Blackgate erstmals eine Publikation auf den Markt gebracht, die sich dem fiktiven Ort eingehender widmete. Das Heft, das eine Geschichte über einen versuchten Massenausbruch aus der Anstalt erzählt, zeichnete erstmals die fiktive Geschichte von Blackgate detailliert nach und gewährte eingehende Einblicke in das alltägliche Leben und die Abläufe in der Anstalt. Dixon transponierte insbesondere viele Details der realen Geschichte der Strafanstalt Alcatraz in San Francisco in die fiktive Welt der Batman-Comics, indem er diese auf Blackgate zuschnitt: So zum Beispiel die ursprüngliche Erbauung des Gefängnisgebäudes als eine militärische Feste zur Lagerung von Waffen und Munition und die Umwidmung des Gebäudes in ein Gefängnis angesichts der Kriminalitätswelle, die die USA in den 1930er Jahren heimsuchte.
1998 folgte ein weiteres Sonderheft Blackgate – Isle of Men, in dem beschrieben wird, wie Blackgate anlässlich eines schweren Erdbebens von einer heftigen Flutwelle erfasst wird, die dazu führt, dass die Gefangenen kurzzeitig die Kontrolle über die Anstalt übernehmen können und heftige Kämpfe zwischen den Insassen und den Bewachern entbrennen. Protagonist dieser Geschichte ist ein zum Tode verurteilter Mörder namens Jared Manx, der aufgrund der Zerstörung der Anstalt durch die sie überflutenden Wassermassen, unmittelbar bevor er zur Exekution gebracht werden kann, aus der Todeszelle fliehen kann: Die Geschichte schildert, wie Manx durch die Umstände zum Helden wird, indem er in den Wirren der Gefangenenrevolte zum Beschützer seiner Anwältin sowie der Nonne wird, die ihm vor dem Gang zur Hinrichtung seelischen Beistand leisten sollte. Er verteidigt die beiden Frauen vor Übergriffen durch andere Häftlinge und bahnt ihnen allmählich einen Weg aus den Tiefen der Anstalt und durch das Durcheinander der Kämpfe nach außen. Nachdem Manx seine Anwältin und die Nonne so gut wie gerettet hat und sie im Begriff sind das Gebäude zu verlassen, wird er schließlich in einem Akt mystischer Gerechtigkeit just zu jener Uhrzeit, für den seine Hinrichtung vorgesehen war, von herabstürzendem Mauerwerk erschlagen.

## Adaptionen
In der Zeichentrickserie Batman. The Animated Series aus den 1990er Jahren tritt eine eng an das Blackgate-Gefängnis der Comics angelehnte Strafanstalt mit dem Namen Stongeate Prison auf, das sich ebenfalls auf einer Insel in den Gewässern vor der Küste der Stadt befindet.
In dem Kinofilm The Dark Knight Rises taucht Blackgate als Handlungsschauplatz auf.
In dem Computer- und Konsolenspiel Batman: Arkham Origins ist das Blackgate-Gefängnis ein Handlungsschauplatz, durch den der Spieler sich sowohl zu Beginn des Spiels als auch am Ende des Story-Teils des Spiels durchkämpfen muss: Zu Beginn des Spiels erschüttert eine mysteriöse Häftlingsrevolte die Anstalt, die den Verbrechensbekämpfer Batman dazu veranlasst in die Anstalt einzudringen, um den Unruheherd zu befrieden und die gefangenen Wärter zu retten. Am Ende des Spiels locken die Hauptschurken des Spiels, Bane und Joker, Batman erneut in die Anstalt, wo er sich nun einen Weg durch die Gefängnisblöcke finden und Handlanger seiner Gegner sowie entflohene Gefangene ausschalten muss, um die Endbosse zu erreichen und ihnen das Handwerk zu legen.
Das Konsolenspiel Batman: Arkham Origins – Blackgate (2013) spielt sogar komplett in Blackgate und beschreibt, wie Batman nach einer Übernahme der Anstalt durch drei verschiedene, sich gegenseitig bekriegende, Fraktionen von Gefangenen, Stück für Stück zurückerobern muss.

## Insassen
In den Batman-Comics wurden u. a. die folgenden Figuren als Insassen von Blackgate gezeigt:
| - Actuary - Bane - Beppe - Black Spider, alias Johnny LaMonica - Sasha Bordeaux - David Cain - Catman, alias Thomas Blacke - Ernie Chubb - Cluemaster, alias Arthur Crown - Cypher, alias Avery Twomby - Czonka, alias Baffler, alias Headbeanger, alias Titus Samuel Czonka | - Willis Danko - Dragoncat - Dynamiteer - Electrocutioner - Emperor Blackgate - Henri Etchison - Dean Fahy - Faceless, alias Joseph Zedno - Firefly, alias Garfield Lynch - Galvan, alias Elmo Galvan - Clyde Greenlaw - Gunhawk, alias Liam Hawklight - Professor Ivo | - Joker (in einzelnen Geschichten, zumeist im Arkham Asylum verwahrt) - KGBeast, alias Anatloi Knyazev - Lock-Up, alias Lyle Bolton - Thommy 'Mangles' Manchester - Jared Manx - Monsoon - Professor Pyg - Ratcatcher, alias Otis Flannegan - Rhino, alias Frederick Rhino (auch Charles Daley) - Shoppie - Skeets | - Steeljacket - Bonaventure Strake - Rupert Thorne - Trigger Twins - Tumult - Ventriloquist, alias Arnold Wesker (in einzelnen Geschichten, zumeist im Arkham Asylum verwahrt) - Bruce Wayne (in der Storyline „Fugitive“ von 2001). - Zeke - Mr Zsasz (in einzelnen Geschichten, zumeist im Arkham Asylum verwahrt) |

## Mitarbeiter
- Dr. Simpson Flanders: Simpson Flanders ist in verschiedenen Geschichten der 1990er und 2000er Jahre der Anstaltspsychologe von Blackgate. Flanders ist davon überzeugt, dass die meisten Insassen von Blakgate Opfer einer fehlkonstruierten und unmenschlichen Gesellschaft und unglückseliger Lebensumstände sind und das er – durchdrungen vom Glauben an das Gute in jedem Menschen – ihnen zur Rehabilitation und zur Rückkehr in die Gesellschaft verhelfen. Flanders’ Naivität wird bei verschiedenen Gelegenheiten von Insassen von Blackgate ausgenutzt, indem diese ihn dazu manipulieren, ihnen ungewollt Hilfe bei ihren Fluchtplänen zu leisten. So lässt der Pyromane Garfield Lynns (Firefly) sich von Flanders zu einer Putzkolonne einteilen, wobei Lynns die chemikalienreichen Putzmittel, die ihm so zugänglich werden, benutzt, um eine Brandbombe zu bauen und in dem durch von dieser ausgelösten Feuer zu fliehen (Detective Comics #689). Der als Bane bekannte Terrorist benutzt wiederum einen ihm von Flanders geschenkten Teddybär, um eine Klinge in diesem zu verstecken und auf den Gefängnishof zu schmuggeln, um dort dann einen Mithäftling zu ermorden. Zur Strafe wird Bane dann, wie von ihm geplant, für mehrere Monate als Strafe in Einzelhaft in eine Isolationszelle eingewiesen, in der er dann seinen von Drogensucht ruinierten Körper auskuriert und seine zerstörte Physis wiederherstellt, um schließlich aus Blackgate zu fliehen.
- Victor Zehrhard: Victor Zerhard amtiert in zahlreichen Batman-Geschichten der 1990er Jahre als Direktor („Warden“) von Blackgate. Er ist ein hochgewachsener und kräftiger Mann mit einem üppigen Schnauzbart und einer Glatze, der als tougher Law-and-order-Mann ein strenges Regiment in „seiner“ Anstalt führt. Er wird erstmals in dem Comicheft Showcase 94 #3 vorgestellt. Nach der Cataclysm-Storyline von 1998 tritt er nicht mehr in Erscheinung.